# Social tech
La social tech (abréviation de social technology, ou technologie sociale) représente l’ensemble des procédés, outils et technologies qui permettent d’améliorer la société et son environnement social.

## Définition
La social tech est l'usage de la technologie au service de l'action sociale, sociétale et citoyenne, comme : agir sur les inégalités, tisser de nouvelles solidarités, ou produire de l’innovation sociale. En mobilisant des capacités technologiques, la social tech promet à chacun la capacité d'agir au service de l’intérêt général.

## Historique
Le terme « technologie sociale » a d'abord été utilisé à l'université de Chicago par Albion Woodbury Small vers la fin du XIXe siècle. Lors d'un séminaire en 1898, Small a parlé de la technologie sociale comme l'utilisation de la connaissance des faits et des lois de la vie sociale pour susciter des objectifs sociaux rationnels.

## Développement
Les technologies de l'information et le web social ont grandement facilité l’essor de la social tech. Par ailleurs, la social tech inclus tous types d'innovations technologiques, elle n'est donc pas exclusivement numérique.